# 高橋美来
高橋 美来（たかはし みらい、2002年2月27日 - ）は、日本の女優、子役。
千葉県出身。ブルースカイプロモーション所属。

## 略歴
3歳からキッズモデルを始める。8歳の時、ブルースカイプロモーションに所属、子役として女優のキャリアを開始する。

## 趣味・特技
ダンス（Jazz・Tapなど）、歌、縄跳び、バスケットボール、暗唱、読書(事務所ホームページより）

## 出演

### 映画
- 「白ゆき姫殺人事件」松竹映画（主役・城野美姫の小学生時代役）

### TV-CF
- メガハウス「ずっ友〜キャンディフル☆ネイル」(メイン)
- 東京ディズニーランド「スターツアーズ」(メイン)
- ゼンリン「いつもNAVI×24時間テレビ インフォマーシャル」（ネビゲーター役）

### モデル
- 「新昭和 ウィザースホーム」（カタログモデル）
- グローバルワーク ファッションモデル
- アンファミーユ ファッションショーモデル
- フォトスタジオ スタジオコマ
- 秀英iD予備校・中1年講座（スチールモデル）

### TVドラマ
- CX「ただ一つの愛に生きた女たち〜LOVE YOU ONLY〜」（中島順利加 役）
- CX フジバラナイトFRI「オトナグリム 父、答える〜家族のための一篇〜」（スチール出演）
- NHK BSプレミアム 「ボクの妻と結婚してください。」第1話 第2話
- TBS 「中居正広のキンスマスペシャル～松岡修造篇～」(長女役）

### ステージ
- 「Olympicグループ創業50周年 感謝のコンサート」（サントリーホール 大ホール）
- 「ミュージカルジャッキー！スペシャルコンサート」（明治安田生命ホール）

### VOICE
- 国立科学博物館「元素のふしぎ」（ラジオCM）
- ベネッセ
- イオン北海道

### 舞台
- くまのがっこうミュージカル「あなたの たからものは なんですか？」（ハリー役・銀座博品館劇場）
- ミュージカル「トム・ソーヤーの冒険」（ルーシー役・M-Squareアトリエ公演）
- ミュージカル「ジョバンニの翼」（人形役・ヤクルトホール公演）

### 情報バラエティ
- TX「ピラメキーノ」
- CXフジバラナイトFRI 『オトナグリム〜父、答える〜家族についての一篇〜』
- CX「ワンダフルライフ～石川さゆり篇～」(本人幼少期役)
- TBS 「中居正広のキンスマスペシャル～松岡修造篇～」(長女役）

### 歌
- 「くまのがっこう」CDシリーズ(キングレコード)

### VP
- 東京都教育庁「STOP！いじめ」
- 東京書籍「ともに生きる」